# Vieze Fur
Alfred (Freddy) Tratlehner (Amsterdam, 18 april 1983), beter bekend als Vieze Fur of Vjèze Fur [ˈvjɛːzɐ føːʁ], is een Nederlands rapper en zanger. Hij is bekend als lid van de Amsterdamse rapformatie De Jeugd van Tegenwoordig, die in 2005 een grote hit had met Watskeburt?!

## Biografie
Freddy Tratlehner brak nationaal door als lid van de De Jeugd van Tegenwoordig in 2005 met het nummer Watskeburt?!. Sindsdien is De Jeugd van Tegenwoordig uitgegroeid tot een populaire hiphopgroep met vele hits en acht albums. Verder won de groep enkele muziekprijzen, waaronder de Popprijs 2011, een Edison Award, de Gouden Harp en een MTV Award.
In 2014 nam Tratlehner deel aan Expeditie Robinson. Hij liep tijdens de opnamen van dit programma een tweedegraads brandwond aan zijn rechtervoet op. In de halve finale scheurde hij zijn trommelvlies door een harde val in het water, waardoor zijn deelname vroegtijdig ten einde kwam.
Tratlehner had sinds 2014 zijn eigen kledingmerk samen met Perre van den Brink onder de naam Tratlehner. In maart 2019 maakte Tratlehner bekend te zijn gestopt met zijn bedrijf. Datzelfde jaar bracht hij een kookboek op de markt: "Lekker Fred", dat een succes werd en een jaar later werd gevolgd door "Lekker Fred in het land". Tratlehner richt zich in zijn kookboeken op de culinaire tradities en ingrediënten uit Nederland.
Sinds 2018 is Tratlehner getrouwd met documentairemaakster Elza Jo van Reenen.

## Discografie
Discografie van Vjèze Fur als lid van De Jeugd van Tegenwoordig:
Discografie van Vjèze Fur als lid van Coevorduh:
- 2012 - Wesley Against Society samen met Bastiaan Bosma van Aux Raus

| Nr. | Titel                   | Lengte | Gastartiest     |
| --- | ----------------------- | ------ | --------------- |
| 1   | Wesley Against Society  | 4:20   |                 |
| 2   | Groundhog Weekend       | 3:21   |                 |
| 3   | The Abyss Of A Cameltoe | 4:31   |                 |
| 4   | He's Alive              | 6:07   | Tom Barman      |
| 5   | Toy Figure              | 3:01   |                 |
| 6   | Nostradamus             | 4:00   | Sharon den Adel |
| 7   | Decadence               | 2:58   |                 |
| 8   | Oersoep                 | 4:18   | Tim Vanhamel    |
| 9   | Dubbelleven             | 3:28   |                 |
| 10  | Shelly                  | 3:59   |                 |
| 11  | Tony Feestneus          | 3:24   |                 |

### Lijst van nummers
Overige tracks
- 2005 - Urban bite style (Bijdrage op track van Kiddo Cee.)
- 2005 - Bangaz op de Dam (Bijdrage op track van Kiddo Cee.)
- 2005 - Vjèze fur skit (Bijdrage op track van The Opposites.)
- 2008 - De Spot (Bijdrage op track van Steen (Album: Muziek voor je moeder.)
- 2008 - Werkloos (met Willie Wartaal)
- 2008 - Fucking Lekker met Turk, P. Fabergé en DJ Snelle Jelle) (Album: Eerste Versnelling.)
- 2008 - Ramptoeristen (Bijdrage op de track van Steen) (Album: Muziek voor je moeder.)
- 2008 - Euro (Bijdrage op de track van Steen) (Album: Muziek voor je moeder.)
- 2008 - Vrij Weinig (Bijdrage op de track van Spacekees)
- 2010 - Impersonation of Kane (Bijdrage op de track van Bang Bang)
- 2010 - Stof in de Wind met Malle Pietje & The Bimbos
- 2010 - Lekkerste Flow (Bijdrage op de track van Cartes & Kleine Jay)
- 2010 - Sexy Boy (Bijdrage op de track van Faberyayo en Vic Crezée (Album: Het Grote Gedoe)
- 2011 - Techno (Bijdrage op de track van Dio)
- 2011 - Dit Was Het Dan (Bijdrage op de track van Zwart Licht)
- 2011 - What (Bijdrage op de track van Bang Bang)
- 2012 - Nachtbus (Bijdrage op de track van DJ Savage)
- 2014 - Je Ziet Niet Dat Ie Duur Is (Bijdrage op de track van Donnie) (Album: Leipie Van Het Plein)
- 2014 - Ik Rij Blacka (Bijdrage op de track van Donnie) (Album: Leipie Van Het Plein)
- 2015 - Pleinvrees (Bijdrage op de track van Donnie) (Album: Mannelogie)
- 2015 - Koud Als Ik Je Zoen (met Donnie) (Prins Soundtrack)
- 2015 - Hypnose (bijdrage op de track van Sef, album: In Kleur)
- 2016 - Komming Truuuuu (bijdrage op de track van Donnie, album: Loei Ordinair)
- 2016 - Medusa (bijdrage op de track van Donnie, album: Loei Ordinair)
- 2017 - t'Maakt Niet Uit (bijdrage op de track van Yung Internet, album Pompstation)

## Prijs
- In december 2019 won Vieze Fur een Hashtag Award in de categorie Beste Influencer Campagne.[6]